# Giro del Trentino 2007
Il Giro del Trentino 2007, trentunesima edizione della corsa, si è svolto in quattro tappe, dal 24 al 27 aprile 2007, per un percorso totale di 647,8 km. La vittoria fu appannaggio dell'italiano Damiano Cunego, che completò il percorso in 16h22'20", precedendo i connazionali Michele Scarponi e Luca Mazzanti.

## Tappe
| Tappa  | Data      | Percorso                                | km    | Vincitore di tappa  | Leader cl. generale |
| ------ | --------- | --------------------------------------- | ----- | ------------------- | ------------------- |
| 1ª     | 24 aprile | Arco > Terlago                          | 163   | Damiano Cunego      | Damiano Cunego      |
| 2ª     | 25 aprile | Santa Massenza > Predaia/Rifugio Sores  | 144   | Damiano Cunego      | Damiano Cunego      |
| 3ª     | 26 aprile | Cavareno Val di Non > Toscolano Maderno | 173,7 | Stefano Garzelli    | Damiano Cunego      |
| 4ª     | 27 aprile | Toscolano Maderno > Arco                | 164,6 | Maximiliano Richeze | Damiano Cunego      |
| Totale | Totale    | Totale                                  | 647,8 |                     |                     |

## Dettagli delle tappe

### 1ª tappa
- 24 aprile: Arco > Terlago – 163 km

Risultati
| Pos. | Corridore         | Squadra    | Tempo    |
| ---- | ----------------- | ---------- | -------- |
| 1    | Damiano Cunego    | Lampre     | 4h14'17" |
| 2    | Enrico Gasparotto | Liquigas   | s.t.     |
| 3    | Stefano Garzelli  | Acqua & S. | s.t.     |

| Pos. | Corridore         | Squadra    | Tempo    |
| ---- | ----------------- | ---------- | -------- |
| 1    | Damiano Cunego    | Lampre     | 4h14'17" |
| 2    | Enrico Gasparotto | Liquigas   | s.t.     |
| 3    | Stefano Garzelli  | Acqua & S. | s.t.     |

### 2ª tappa
- 25 aprile: Santa Massenza > Predaia/Rifugio Sores – 144 km

Risultati
| Pos. | Corridore             | Squadra    | Tempo    |
| ---- | --------------------- | ---------- | -------- |
| 1    | Damiano Cunego        | Lampre     | 4h05'56" |
| 2    | Michele Scarponi      | Acqua & S. | s.t.     |
| 3    | Christian Pfannberger | Elk Haus   | a 12"    |

| Pos. | Corridore      | Squadra | Tempo |
| ---- | -------------- | ------- | ----- |
| 1    | Damiano Cunego | Lampre  | ?     |

### 3ª tappa
- 26 aprile: Cavareno Val di Non > Toscolano Maderno – 173,7 km

Risultati
| Pos. | Corridore         | Squadra     | Tempo    |
| ---- | ----------------- | ----------- | -------- |
| 1    | Stefano Garzelli  | Acqua & S.  | 4h21'51" |
| 2    | Mychajlo Chalilov | Ceramica P. | s.t.     |
| 3    | Damiano Cunego    | Lampre      | s.t.     |

| Pos. | Corridore      | Squadra | Tempo |
| ---- | -------------- | ------- | ----- |
| 1    | Damiano Cunego | Lampre  | ?     |

### 4ª tappa
- 27 aprile: Toscolano Maderno > Arco – 164,6 km

Risultati
| Pos. | Corridore             | Squadra     | Tempo    |
| ---- | --------------------- | ----------- | -------- |
| 1    | Maximiliano Richeze   | Ceramica P. | 3h40'40" |
| 2    | Luca Paolini          | Liquigas    | s.t.     |
| 3    | Krzysztof Szczawiński | Miche       | s.t.     |

| Pos. | Corridore        | Squadra     | Tempo     |
| ---- | ---------------- | ----------- | --------- |
| 1    | Damiano Cunego   | Lampre      | 16h22'20" |
| 2    | Michele Scarponi | Acqua & S.  | a 18"     |
| 3    | Luca Mazzanti    | Ceramica P. | a 40"     |

## Classifiche finali

### Classifica generale
| Pos. | Corridore         | Squadra                   | Tempo     |
| ---- | ----------------- | ------------------------- | --------- |
| 1    | Damiano Cunego    | Lampre-Fondital           | 16h22'20" |
| 2    | Michele Scarponi  | Acqua & Sapone            | a 18"     |
| 3    | Luca Mazzanti     | Ceramica Panaria-Navigare | a 40"     |
| 4    | Thomas Rohregger  | ELK Haus-Simplon          | a 42"     |
| 5    | Franco Pellizotti | Liquigas                  | a 45"     |
| 6    | Fortunato Baliani | Ceramica Panaria-Navigare | a 54"     |
| 7    | Andrea Noè        | Liquigas                  | a 1'12"   |
| 8    | Vincenzo Nibali   | Liquigas                  | s.t.      |
| 9    | Jaŭhen Sobal'     | Cinelli-OPD               | a 1'17"   |
| 10   | Massimo Giunti    | Miche                     | a 1'28"   |